# Episodi di Peaky Blinders (terza stagione)
La terza stagione della serie televisiva Peaky Blinders è stata trasmessa in prima visione assoluta nel Regno Unito dal canale via cavo BBC Two dal 5 maggio al 9 giugno 2016.
In Italia è stata interamente pubblicata sul servizio di streaming Netflix il 28 giugno 2017.
| nº | Titolo originale | Titolo italiano | Prima TV UK    | Pubblicazione Italia |
| -- | ---------------- | --------------- | -------------- | -------------------- |
| 1  | Episode 1        | Episodio 1      | 5 maggio 2016  | 28 giugno 2017       |
| 2  | Episode 2        | Episodio 2      | 12 maggio 2016 | 28 giugno 2017       |
| 3  | Episode 3        | Episodio 3      | 19 maggio 2016 | 28 giugno 2017       |
| 4  | Episode 4        | Episodio 4      | 26 maggio 2016 | 28 giugno 2017       |
| 5  | Episode 5        | Episodio 5      | 2 giugno 2016  | 28 giugno 2017       |
| 6  | Episode 6        | Episodio 6      | 9 giugno 2016  | 28 giugno 2017       |

## Episodio 1
- Titolo originale: Episode 1
- Diretto da: Tim Mielants
- Scritto da: Steven Knight

### Trama
Due anni dopo, nel 1923, Tommy e Grace si sposano. I Peaky Blinders e i loro parenti sono stati invitati, così come la famiglia di Grace. Composta da cavalieri, membri irlandesi dell'esercito britannico, la famiglia di Grace sgomenta i Peaky Blinders, a causa dell'arrivo tardivo della cavalleria sul campo di battaglia durante la guerra. I Peaky Blinders hanno un incontro in cucina, dove Tommy, in uno stato di stress, ordina agli uomini di comportarsi al meglio. Intanto un rifugiato russo, di nome Anton Kaledin, entra in contatto con i Peaky Blinders, offrendo il codice "Constantine" come conferma per l'incontro di cambio valuta con la giovane duchessa Tatiana Petrovna. Tommy la informa che Kaledin ha fornito il nome in codice sbagliato, il che significa che l'uomo deve essere ucciso. Arthur si confida con Tommy, non volendo fare il lavoro che devono svolgere, ma Tommy gli dice che non hanno scelta. Alla fine, Arthur uccide l'impostore.

## Episodio 2
- Titolo originale: Episode 2
- Diretto da: Tim Mielants
- Scritto da: Steven Knight

### Trama
Tommy ispeziona veicoli blindati per un affare con padre Hughes.  Incontra il signor Romanov, che lo paga con uno zaffiro per aver ucciso Kaledin. Nel frattempo, Vicente Ciangretta incontra Arthur e John per chiedere una spiegazione per l'incendio del ristorante di suo figlio Angelo, e rivela che egli ha una relazione con la segretaria Lizzie. John lo minaccia e in seguito picchia Angelo quando Vicente giura pubblicamente di ucciderlo. Durante una riunione, Tommy si schiera con John.  Successivamente, viene portato da Scotland Yard in una cella di prigione, dove viene accolto da padre Hughes. Quest'ultimo minaccia di uccidere suo figlio Charles se Tommy visita di nuovo Ada, a causa delle sue connessioni comuniste e osserva che ha facile accesso alla famiglia di Tommy. In seguito Tommy trova una carta sotto il cuscino di suo figlio, che recita "Charles Shelby - RIP". Grace indossa lo zaffiro di Romanov alla cena della Shelby Charity Foundation. Padre Hughes e Patrick Jarvis informano Tommy che i russi vogliono ispezionare i veicoli.  All'improvviso, un sicario grida "Questo è per Angelo!" e spara a Grace nella parte superiore del torace. Arthur, John e Finn picchiano a morte l'uomo mentre Tommy ordina agli altri di chiamare un'ambulanza.

## Episodio 3
- Titolo originale: Episode 3
- Diretto da: Tim Mielants
- Scritto da: Steven Knight

### Trama
Dopo il funerale di Grace, Tommy incontra Polly e Michael per fornire loro un elenco di cose da fare per i loro affari "legittimi".  Successivamente, ordina ad Arthur e John, che hanno già ucciso Angelo, di recuperare vivo Vicente Ciangretta e sparare alla moglie, tuttavia i due sono riluttanti ad ucciderla poiché è stata una loro maestra. Durante un incontro, i Peaky Blinders si rendono conto che Tommy se n'è andato, lasciando un biglietto nel quale informa che tornerà tra qualche giorno. Tommy si reca in Galles con la collana di zaffiri; qui dialoga con una zingara, alla quale chiede se sia maledetta. Dopo aver lasciato la collana alla donna rientra verso casa. Arthur e John catturano Ciangretta, che Tommy intende torturare, ma disobbediscono all'ordine di uccidere sua moglie. Tommy si prepara a torturare Ciangretta, ma Arthur gli spara alla testa per impedire a Tommy di fare qualcosa di cui si sarebbe poi pentito. Dopo il suo aiuto nella ricerca dell'informatore sovietico nella Lega Economica, Tommy invita Ada a dirigere il futuro ufficio dei Blinders in America. Quindi interrompe un pasto ospitato dalla Granduchessa Izabella Petrovna per avvisarla segretamente delle informazioni che ha acquisito.  Tatiana raggiunge Tommy, ormai uscito; le dice che Hughes li sta tradendo ai sovietici e si offre di ucciderlo gratuitamente. Tatiana si chiede se Tommy amasse veramente Grace, a quel punto la prende per la gola e chiede il permesso di giustiziare Hughes.

## Episodio 4
- Titolo originale: Episode 4
- Diretto da: Tim Mielants
- Scritto da: Steven Knight

### Trama
Tommy riceve la notizia della morte del padre di famiglia. I fratelli Shelby vanno a caccia per commemorare il padre, poiché è stato lui a insegnare a tutti loro a farlo. Tommy annuncia il piano ai Blinders: sono stati assunti per fornire ai russi armi rubate da un treno per una ribellione. Saranno pagati in gioielli ma, credendo che i russi lo tradiranno, avrà intenzione di entrare nel loro caveau. Tommy permette a Tatiana di passare la notte a casa sua e i due fanno sesso. Più tardi quella notte, Tatiana ruba la pistola di Tommy e gioca alla roulette russa con se stessa. Una volta che Tommy recupera la pistola, Tatiana afferma di essere l'unica a capirlo e dà il permesso di uccidere Hughes. Linda dice ad Arthur che è incinta e lo vuole fuori dagli affari, cosa che lui accetta di fare dopo che il lavoro con i russi sarà finito. La sua vaghezza irrita Linda, che chiede a Tommy di dare ad Arthur un taglio più grande in modo che possano trasferirsi in America insieme. Temendo che Arthur possa ritirarsi dalla missione, un riluttante Tommy accetta le richieste di Linda. Polly va in chiesa ubriaca e confessa di aver ucciso il maggiore Campbell, ma durante la confessione rivela accidentalmente il piano di Tommy di assassinare Hughes al prete, che a sua volta lo informa. Hughes sventa il tentativo di omicidio di Tommy e le sue guardie lo picchiano brutalmente. Umilia Tommy minacciando di rapire Charles e chiede a Tommy di scusarsi per averlo accusato ingiustamente di fronte a Tatiana e alla sua famiglia a cena. Tommy usa la cocaina per tenersi sveglio e in movimento, e arrivato a cena coi russi, dov'è presente anche Hughes, si scusa con quest'ultimo. Tommy quindi incontra un rappresentante dell'ambasciata sovietica a casa di Ada e gli dice che padre Hughes sta facendo il doppio gioco dei sovietici. Un Tommy gravemente ferito dice ad Ada che ha il cranio fratturato, una commozione cerebrale e un'emorragia interna. Le chiede di accompagnarlo in ospedale, dice poi che l'unica cosa che può vedere è il suo defunto padre.

## Episodio 5
- Titolo originale: Episode 5
- Diretto da: Tim Mielants
- Scritto da: Steven Knight

### Trama
Tommy trascorre tre mesi in ospedale per riprendersi dalle ferite riportate. Durante il suo soggiorno, pianifica una massiccia rapina che coinvolge i russi.  Michael fa visita a Tommy e insinua di essere stato abusato sessualmente da Hughes da bambino, chiedendo che sia lui a ucciderlo. Tommy arruola il vecchio antagonista dei Peaky Blinders, Alfie Solomons, per valutare i gioielli dei russi, rovinando il loro piano di dare a Tommy dei falsi. Tommy convoca anche i suoi vecchi compagni di guerra per aiutare a scavare il tunnel sotto la villa russa e fornire l'accesso alla loro stanza forte, mentre istruisce Johnny Dogs e i Lee a proteggere la terra sopra. Quando visitano i russi per condurre affari, i fratelli Shelby sono costretti a partecipare a un'orgia. Tommy fa di nuovo sesso con Tatiana, anche se questa volta ha allucinazioni e immagini di Grace mentre lo fa.  Arthur fa sesso con riluttanza con una cameriera, rimuovendo vergognosamente la sua fede nuziale nel processo. Tommy fa un patto con i sovietici per garantire che le armi sul treno siano inutili, negando la necessità di far saltare in aria il treno e sabotando il piano per piantare prove sulla scena dell'esplosione che incrimina l'URSS, provocando così un incidente internazionale che porta la Gran Bretagna a interrompere le relazioni diplomatiche con la Russia. Ada si unisce ufficialmente ai Peaky Blinders quando le viene offerto un posto nel loro nuovo ufficio di Boston. Michael prenota segretamente un appuntamento con l'abortista locale per interrompere la gravidanza della sua ragazza.  Dopo aver scoperto le intenzioni di Tommy di lasciare che sia Michael a uccidere Hughes, Polly minaccia di distruggere l'azienda di famiglia se suo figlio premesse il grilletto. Polly finalmente vede il suo ritratto, dopo di che Ruben e lei portano la loro relazione al livello successivo.

## Episodio 6
- Titolo originale: Episode 6
- Diretto da: Tim Mielants
- Scritto da: Steven Knight

### Trama
Tommy tiene un discorso all'inaugurazione dell’Orfanotrofio Grace Shelby.  
Durante i festeggiamenti, Tommy è distratto mentre scatta una foto con alcune donne e consegna suo figlio, Charles, a una tata. Dopo che la foto è stata scattata, nota che Charles non è più nella stanza e scopre presto che è stato rapito. Padre Hughes rivela a Tommy che qualcuno lo ha informato del piano che aveva formulato e chiede i gioielli come pagamento e che lo stesso Tommy faccia saltare in aria il treno in cambio del ritorno sicuro di suo figlio. Tommy è d'accordo incondizionatamente.  Dopo aver accusato tutti i membri della sua famiglia, Tommy scopre in seguito che è stato Alfie Solomons a divulgare i piani a Hughes.  Tommy affronta Alfie, che porta a un alterco fisico. Il socio di Alfie interviene, ma viene ucciso da Michael, a cui Tommy aveva segretamente chiesto di coprirlo.  Michael convince Tommy a non uccidere Alfie. Quest'ultimo fa una lezione a Tommy e gli chiede di riflettere sulla quantità di sofferenza che le sue azioni hanno causato agli altri in passato.  Dopo alcune indagini, Tommy deduce dove si trova suo figlio e manda Michael a recuperarlo insieme a due compagni Blinders. Contro la volontà di Polly, incarica anche Michael di uccidere Hughes. Nel frattempo, Arthur e John partono per bombardare il treno nel caso in cui Michael non possa salvare Charles in tempo. Michael arriva nel luogo in cui è detenuto il bambino e tiene Hughes sotto tiro.  Hughes prende il sopravvento su un esitante Michael e inizia a picchiarlo, ma Michael si libera tagliandogli l'occhio. Uno dei Blinders si offre di sparare al ferito Hughes, ma un Michael maniaco insiste di ucciderlo e trafigge il coltello nella gola, uccidendolo. Anche se Michael riesce a recuperare Charles, la notizia non raggiunge in tempo Arthur e John, che fanno saltare in aria il treno. Altrove, Tommy aiuta freneticamente i suoi ex compagni di guerra a completare il tunnel e irrompe nella cripta dei russi, rubando molti gioielli. Con suo figlio al sicuro, incontra Tatiana, che si scopre essere stata coinvolta nella rapina di gioielli da sempre. Dopo aver ingannato la sua famiglia, dice a Tommy che prenderà la sua parte per iniziare una nuova vita a Vienna. Bacia Tommy per l'ultima volta e chiede il pagamento per averlo aiutato a superare la morte di Grace, a cui lui risponde dicendole che non si è nemmeno avvicinata. Tommy torna a casa per distribuire il bottino rimasto ai suoi complici, ma alla fine dell'incontro annuncia che la polizia è venuta ad arrestare tutti, su richiesta dei loro nemici. Arthur, John, Michael e Polly vengono arrestati e portati via per i loro crimini. Tuttavia, Tommy rivela di aver fatto un patto con un'autorità ancora più elevata.